# Сафдар Алі-хан
Сафдар Алі-хан (урду صفدر علی خان; д/н — 2 жовтня 1742) — 5-й наваб Аркоту у 1740—1742 роках.

## Життєпис
Син Дост Алі-хана. Відомостей про молоді роки обмаль, вважається, що брав участьу військових кампаніях батька, але не як самостійний командувач, зокрема у 1734—1736 роках під час підкорення Мадурайського наякства фактичним керівником військ був його швагер Чанда Сагіб. Під час бойових дій домовився з наяком Вангару Тірумалаєм, залишивши володіння останнього за 30 тис. золотих монет. Чанда Сагіб вимушен був самостійно продовжувати бойові дії.
1740 року після загибелі Дост-Алі-хана оголосив себе навабом. Намагався захищати свою столицю Аркот від маратхів, але марно. Відступив до Веллуру. Невдовзі визнав зверхність держави маратхів, погодившись сплатити контрибуцію в 4 млн. рупій та щорічно сплачувати чаутх (данину). 
Намагався відновивти порядок в державі та поповнити скарбницю. Відмовився від активної зовнішньої політики, що довзовлило князівствам Майсур і Тханджавур відновити незалежність.
1742 року наваба було вбито власним зятем Муртазою Алі, що намагався захопити владу, але змушений був поступитися синові загиблого Мухаммад Саадатула-хану II.